# Luis Beristáin
Luis Beristáin (Ciudad de México, México, 20 de junio de 1918-Ib., 1 de abril de 1962) fue un actor mexicano.

## Biografía
Antes de ser actor se desempeñaba como contador. Debutó como actor en el teatro en la obra "El que recibe las bofetadas" en 1943 y en el cine en la película "La selva de fuego" en 1945, luego trabajó en la televisión. Además de actor fue director. Se casó en tres ocasiones. Su primera esposa fue María Robles Charles, con quien tuvo tres hijos: María Cecilia, Ana María y Luis. Su última esposa fue la actriz Dolores Beristáin con quien procreó dos hijos Arturo y Francisco Beristain, ambos actores.
Se caracterizó principalmente por ser actor de reparto y trabajó a lado de figuras como María Tereza Montoya, Silvia Pinal, Carlos Orellana, Enrique Rambal, Meche Barba, etc. En 1961, haría su última película intitulada "El Ángel Exterminador" dirigida por Luis Buñuel.

## Muerte
Luis Beristáin falleció el 1 de abril de 1962 de un ataque al corazón, en la Ciudad de México a los 43 años de edad. Su cuerpo descansa en el lote de la Asociación Nacional de Actores (ANDA) en el Panteón Jardín.

## Filmografía
- El ángel exterminador (1962) .... Cristián
- Abismos de amor (1961) Telenovela
- La Rosa Blanca (1961)
- Dos caras tiene el destino (1960) Telenovela
- Mi madre es culpable (1960)
- Teresa (1959)
- Mi esposa se divorcia (1959) Telenovela
- El precio del cielo (1959) Telenovela
- Café Colón (1959)
- Un paso al abismo (1958) Telenovela
- Senda prohibida (1958) Telenovela
- Una mujer más (1957)
- Vainilla, bronce y morir (1957) ... Manuel
- Ultraje al amor (1956) .... Luis Padilla
- Orgullo de mujer (1955)
- Las Engañadas (1955)
- Los Paquetes de Paquita (1955)
- Pobre huerfanita (1955)
- El Monstruo en la sombra (1954)
- Un Minuto de bondad (1954)
- El Jinete (1954)
- La Intrusa (1954)
- Zandunga para tres (1954)
- El Plebeyo (1953)
- Él (1952) .... Raúl Conde
- Carne de presidio (1952)
- El mártir del calvario (1952)
- La Huella de unos labios (1952)
- Todos son mis hijos (1951) ... Eduardo Salgado[1]
- Acá las tortas (1951)
- El Marido de mi novia (1951)
- Cárcel de mujeres (1951) .... Julio
- Crimen y castigo (1951)
- Entre abogados te veas (1951)
- Casa de vecindad (1951)
- Por la puerta falsa (1950)
- La Loca de la casa (1950)
- Médico de guardia (1950)
- Vagabunda (1950)
- Vino el remolino y nos alevanto (1950)
- Doña Diabla (1950) .... Priest
- Hipócrita (1949)
- Las Puertas del presidio (1949)
- El Amor abrió los ojos (1947)
- La Niña de mis ojos (1947)
- Cásate y verás (1946)
- Bodas trágicas (1946)
- La Selva de fuego (1945)